# محوطه سلطان‌آباد
محوطه باستانی سلطان آباد مربوط به دوران‌های تاریخی پس از اسلام سدهٔ ۵ تا۷ ه‍.ق است و در شهرستان نیشابور، بخش مرکزی، دهستان دربقاضی، ۵۰۰ متری شمال غرب روستای سلطان آباد واقع شده و این اثر در تاریخ ۲۳ بهمن ۱۳۸۵ با شمارهٔ ثبت ۱۷۳۷۵ به‌عنوان یکی از آثار ملی ایران به ثبت رسیده است.